# Henri de Nesmond
Henri de Nesmond, ook gespeld Henry, (Bordeaux, 27 januari 1655 – Toulouse, 27 mei 1727) was een Frans benedictijner abt en aartsbisschop. Hij was achtereenvolgens bisschop van Montauban, aartsbisschop van Albi en aartsbisschop van Toulouse.

## Levensloop
De Nesmond was afkomstig uit een voorname familie uit Bordeaux. In 1682 werd hij abt in commendam van de Abdij Saint-Pierre in Chézy. Al in 1687 werd hij gekozen als opvolger van Jean-Baptiste-Michel Colbert, bisschop van Montauban. Koning Lodewijk XIV van Frankrijk koos de Nesmond om de vijanden van de katholieke kerk in het zuidwesten van Frankrijk te bestrijden. De Nesmond werd in 1693 tot bisschop gewijd. Hij leidde gedwongen bekeringen van protestanten in zijn bisdom. Edelen werden onder fysieke dwang tot bekering gedwongen en de burgerij onder bedreiging van soldaten. Bisschop de Nesmond legde de eerste steen van de nieuwe kathedraal van Montauban waarvan de plannen onder zijn voorganger Colbert waren getekend.
In 1703 werd hij gewijd tot aartsbisschop van Albi. In 1712 werd hij ook abt in commendam van Mas-Grenier, een benedictijner abdij nabij Montauban. In 1722 werd hij aartsbisschop van Toulouse. Hij bleef in functie tot zijn dood.
In 1710 werd de Nesmond lid van de Académie française. Hij stond niet bekend voor zijn literair talent maar was wel een goed redenaar.